# Lake Jackson (Teksas)
Lake Jackson je grad u američkoj saveznoj državi Teksas. Prema popisu stanovništva iz 2010. u njemu je živjelo 26.849 stanovnika.